# 大连湖
大连湖是一个位于中国湖南省汉寿、沅江县的湖泊，面积约为120平方千米，平均水深约为10米。